# Trzy dni szczęścia
Trzy dni szczęścia (jap. 三日間の幸福 Mikkakan no kōfuku) – powieść napisana przez Sugaru Miakiego i zilustrowana przez Shōichiego Taguchiego. Na jej podstawie powstała manga, zatytułowana Sprzedałem swoje życie za 10 000 jenów rocznie, która ukazywała się w magazynie internetowym „Shōnen Jump+” wydawnictwa Shūeisha od sierpnia 2016 do października 2017.

## Fabuła
Zmagając się z trudnościami finansowymi wynikającymi z pracy jedynie na pół etatu, 20-letni Kusunoki przygotowuje się do sprzedaży resztek swojego dobytku. Po wizycie w bibliotece w celu sprzedania książek, ekspedient informuje go o miejscu, gdzie może sprzedać swoje życie za prawdziwe pieniądze. Przy obliczaniu jego wartości brane jest pod uwagę wszystko, począwszy od wpływu, jaki wywarło się na świat, a skończywszy na liczbie osób, na które miało się wpływ. Po skomplikowanej drodze do tego legendarnego miejsca, Kusunoki wchodzi do sklepu i spotyka tajemniczą dziewczynę o imieniu Miyagi. Po kilku godzinach oceny, chłopak zostaje poinformowany, że jego długość życia jest warta tylko 300 000 jenów, czyli znacznie mniej niż średnia. Zdając sobie sprawę, że jego przyszłość jest bezwartościowa, postanawia ją sprzedać, zachowując tylko 3 miesiące, aby móc cieszyć się pieniędzmi. Następnego dnia budzi go Miyagi pukająca do jego drzwi. Zgodnie z polityką firmy, została wysłana, aby pilnować Kusunokiego przez następne 3 miesiące, aż do jego śmierci.

## Powieść
Jednotomowa powieść napisana przez Sugaru Miakiego i zilustrowana przez Shōichiego Taguchiego, została wydana 25 grudnia 2013 nakładem wydawnictwa ASCII Media Works pod imprintem Media Works Bunko. 6 grudnia 2024 wydanie powieści w Polsce zapowiedziało Studio JG, natomiast premiera odbyła się 31 marca 2025.

## Manga
Na podstawie powieści powstała manga autorstwa Shōichiego Taguchiego, zatytułowana Sprzedałem swoje życie za 10 000 jenów rocznie (jap. 寿命を買い取ってもらった。一年につき、一万円で。 Jumyō o kaitotte moratta. Ichinen ni tsuki, ichimanen de.), która ukazywała się w magazynie internetowym „Shōnen Jump+” od 10 sierpnia 2016 do 25 października 2017. Wydawnictwo Shūeisha zebrało jej rozdziały w trzech tankōbonach, wydanych między 4 lipca a 4 grudnia 2017.
Polski przekład mangi ukazał się nakładem wydawnictwa Studio JG.
| Nr | Język japoński | Język japoński         | Język polski         | Język polski           |
| Nr | Data wydania   | ISBN                   | Data wydania         | ISBN                   |
| -- | -------------- | ---------------------- | -------------------- | ---------------------- |
| 1  | 4 lipca 2017   | ISBN 978-4-08-881121-5 | 10 października 2020 | ISBN 978-83-8001-649-1 |
| 2  | 4 lipca 2017   | ISBN 978-4-08-881238-0 | 31 grudnia 2020      | ISBN 978-83-8001-672-9 |
| 3  | 4 grudnia 2017 | ISBN 978-4-08-881402-5 | 28 marca 2021        | ISBN 978-83-8001-709-2 |